# Augsburgo
Augsburgo (en alemán: Augsburg [ˈaʊ̯ksbʊʁk]ⓘ) es una ciudad  alemana, capital de la región administrativa de Suabia, en el estado federado de Baviera. Augsburgo es ciudad independiente y al mismo tiempo capital del distrito homónimo. Con 301 033 habitantes (31 de dic 2022), es el tercer municipio más poblado en Baviera. Forma una conurbación de 472 500 habitantes con muchas de las localidades de su comarca: Stadtbergen, Friedberg, Königsbrunn, Gersthofen. Estadísticamente se asocia también con el área metropolitana de Augsburgo, que cuenta con 895 000 habitantes. Es una de las ciudades más antiguas en Alemania y Patrimonio de la Humanidad de UNESCO.

## Historia
Conocida como Augusta Vindelicorum cuando formaba parte de la provincia romana de Recia, Augsburgo es una de las ciudades más antiguas de Alemania, fundada el 15 d. C.
Durante el siglo XVI, las familias Welser y Fugger, radicadas en esta ciudad, dominaron varios sectores de la economía europea y mundial, destacando sobre todo por financiar el reinado de Carlos I de España y V de Alemania. Los Welser en particular sostuvieron económicamente las exploraciones realizadas en la provincia de Venezuela, conocida como Welserland o Klein-Venedig, por Ambrosio Alfinger, Nicolás Federmann y Felipe de Utre. Durante las deliberaciones de la Dieta de Augsburgo, los líderes protestantes (dirigidos por Philip Melanchthon, amigo del reformador Martín Lutero) le entregaron a Carlos V la Confesión de Augsburgo el 25 de junio de 1530, siendo este la expresión de la fe del luteranismo.
Durante la guerra de los Treinta Años fue ocupada por tropas suecas el 20 de abril de 1632 y por el ejército imperial después de un largo asedio, el 13 de marzo de 1635. La Paz de Westfalia estableció que sería una Ciudad imperial libre en la que se permitiría las religiones católica y protestante.
El arquitecto Elias Holl fue el autor de algunos de sus edificios más representativos, durante el siglo XVII, como el Ayuntamiento.
Las tropas bávaras la tomarían el 21 de diciembre de 1805, siendo anexionada al Electorado de Baviera por el Tratado de Presburgo.
Durante la Segunda Guerra Mundial, los alemanes crearon en las afueras de la ciudad un campo de concentración satélite del campo de concentración de Dachau.

## Clima
| Parámetros climáticos promedio de Augsburgo (normales 1991–2020) | Parámetros climáticos promedio de Augsburgo (normales 1991–2020) | Parámetros climáticos promedio de Augsburgo (normales 1991–2020) | Parámetros climáticos promedio de Augsburgo (normales 1991–2020) | Parámetros climáticos promedio de Augsburgo (normales 1991–2020) | Parámetros climáticos promedio de Augsburgo (normales 1991–2020) | Parámetros climáticos promedio de Augsburgo (normales 1991–2020) | Parámetros climáticos promedio de Augsburgo (normales 1991–2020) | Parámetros climáticos promedio de Augsburgo (normales 1991–2020) | Parámetros climáticos promedio de Augsburgo (normales 1991–2020) | Parámetros climáticos promedio de Augsburgo (normales 1991–2020) | Parámetros climáticos promedio de Augsburgo (normales 1991–2020) | Parámetros climáticos promedio de Augsburgo (normales 1991–2020) | Parámetros climáticos promedio de Augsburgo (normales 1991–2020) |
| Mes                                                              | Ene.                                                             | Feb.                                                             | Mar.                                                             | Abr.                                                             | May.                                                             | Jun.                                                             | Jul.                                                             | Ago.                                                             | Sep.                                                             | Oct.                                                             | Nov.                                                             | Dic.                                                             | Anual                                                            |
| ---------------------------------------------------------------- | ---------------------------------------------------------------- | ---------------------------------------------------------------- | ---------------------------------------------------------------- | ---------------------------------------------------------------- | ---------------------------------------------------------------- | ---------------------------------------------------------------- | ---------------------------------------------------------------- | ---------------------------------------------------------------- | ---------------------------------------------------------------- | ---------------------------------------------------------------- | ---------------------------------------------------------------- | ---------------------------------------------------------------- | ---------------------------------------------------------------- |
| Temp. máx. media (°C)                                            | 3.0                                                              | 4.8                                                              | 9.5                                                              | 14.5                                                             | 18.8                                                             | 22.2                                                             | 24.2                                                             | 24.1                                                             | 19.1                                                             | 13.6                                                             | 7.1                                                              | 3.7                                                              | 13.7                                                             |
| Temp. media (°C)                                                 | -0.1                                                             | 0.7                                                              | 4.4                                                              | 8.8                                                              | 13.2                                                             | 16.6                                                             | 18.3                                                             | 18.0                                                             | 13.4                                                             | 8.9                                                              | 3.9                                                              | 0.8                                                              | 8.9                                                              |
| Temp. mín. media (°C)                                            | -3.2                                                             | -3.2                                                             | -0.3                                                             | 2.8                                                              | 7.2                                                              | 10.7                                                             | 12.2                                                             | 11.9                                                             | 8.0                                                              | 4.6                                                              | 0.7                                                              | -2.2                                                             | 4.1                                                              |
| Precipitación total (mm)                                         | 45.1                                                             | 34.1                                                             | 47.3                                                             | 45.8                                                             | 84.8                                                             | 92.0                                                             | 94.3                                                             | 91.8                                                             | 61.9                                                             | 52.9                                                             | 50.2                                                             | 49.7                                                             | 749.4                                                            |
| Días de precipitaciones (≥ 0.1 mm)                               | 14.9                                                             | 14.2                                                             | 14.8                                                             | 12.4                                                             | 14.7                                                             | 16.0                                                             | 15.4                                                             | 14.2                                                             | 13.2                                                             | 14.3                                                             | 14.4                                                             | 16.8                                                             | 175.3                                                            |
| Días de nevadas (≥ 1.0 cm)                                       | 10.8                                                             | 10.1                                                             | 3.7                                                              | 0.3                                                              | 0                                                                | 0                                                                | 0                                                                | 0                                                                | 0                                                                | 0.1                                                              | 2.7                                                              | 7.4                                                              | 38.1                                                             |
| Horas de sol                                                     | 61.8                                                             | 88.1                                                             | 138.3                                                            | 186.4                                                            | 211.9                                                            | 228.0                                                            | 243.8                                                            | 230.2                                                            | 162.8                                                            | 106.6                                                            | 55.9                                                             | 54.1                                                             | 1768.5                                                           |
| Humedad relativa (%)                                             | 86.2                                                             | 82.5                                                             | 78.0                                                             | 72.5                                                             | 72.9                                                             | 73.8                                                             | 73.4                                                             | 74.9                                                             | 81.1                                                             | 85.5                                                             | 89.2                                                             | 88.2                                                             | 79.8                                                             |
| Fuente: NOAA                                                     |                                                                  |                                                                  |                                                                  |                                                                  |                                                                  |                                                                  |                                                                  |                                                                  |                                                                  |                                                                  |                                                                  |                                                                  |                                                                  |

## Economía
Una enorme fábrica de papel, la fábrica de motores diésel MAN, Siemens, DaimlerChrysler, KUKA robots industriales, así como el consorcio de computación NCR, son algunas de las mayores firmas de la ciudad. También en esta ciudad se encuentra una fábrica de ordenadores de la marca japonesa Fujitsu. La ciudad es miembro de la Comunidad de Ciudades Ariane.

## Estudios Superiores en Augsburgo
La Universidad de Augsburgo fue fundada en 1970 y es una de las más nuevas y modernas universidades en Baviera. Cuenta con 15 000 estudiantes aproximadamente y siete facultades. En 2008 inauguró el «Leopold-Mozart-Zentrum», que es donde se estudia música y que antes formaba parte de la «Escuela Superior de Música Núremberg-Augsburgo».
La Escuela Superior de Augsburgo fue fundada en 1971 y es una de las mayores de Baviera. Cuenta con seis facultades y más de 4000 estudiantes.

## Deporte
El club de fútbol local, el FC Augsburgo, compite en la Bundesliga, la principal categoría del fútbol nacional. El WWK Arena es su estadio y cuenta con capacidad para 30 660 espectadores.

## Ciudades hermanadas
- Inverness (Reino Unido, desde 1956)
- Amagasaki (Japón, desde 1959)
- Nagahama (Japón, desde 1959)
- Bourges (Francia, desde 1963)
- Dayton (Estados Unidos, desde 1964)
- Liberec (República Checa, desde 2001)

## Galería de imágenes

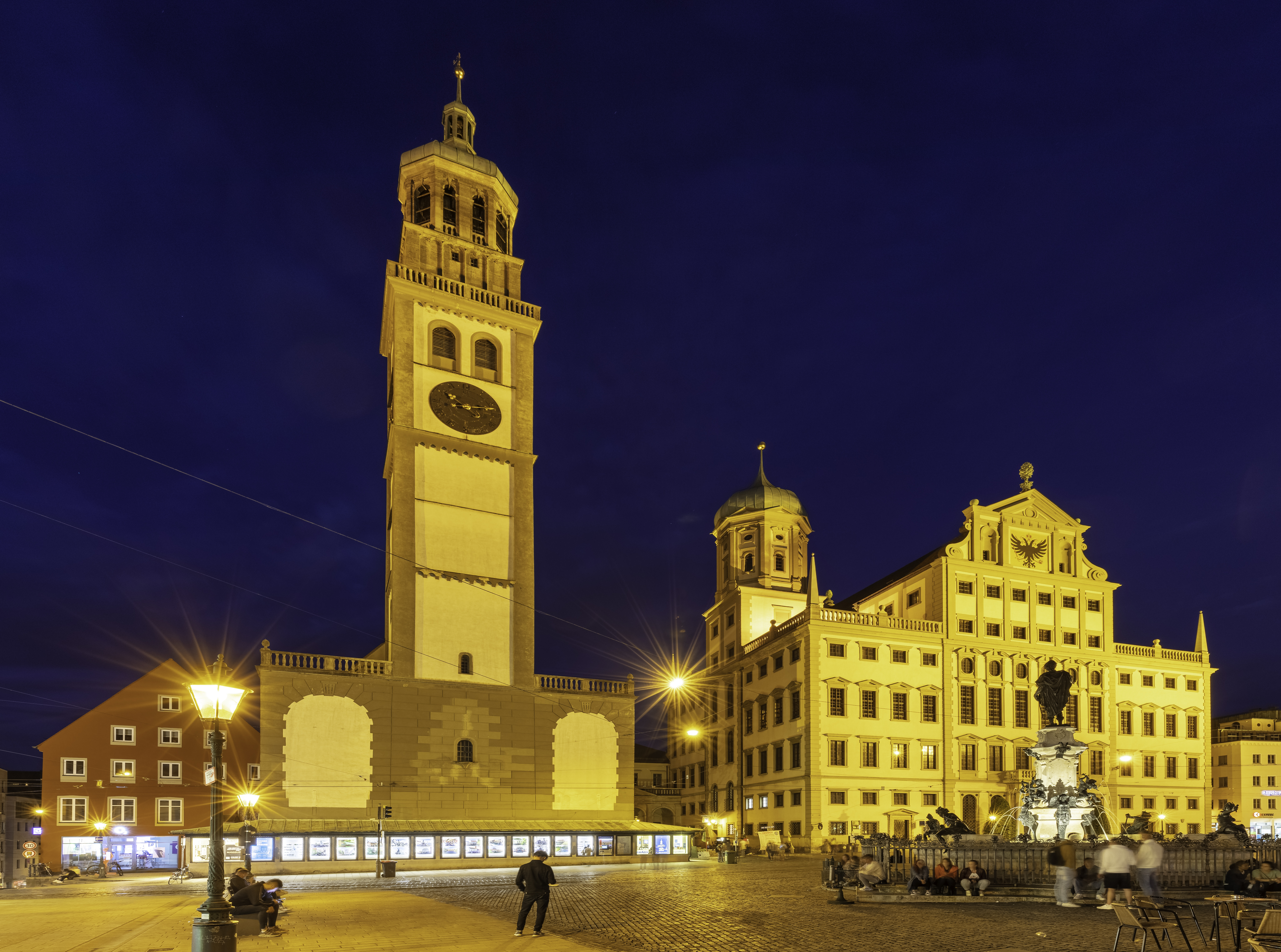
Plaza del ayuntamiento.
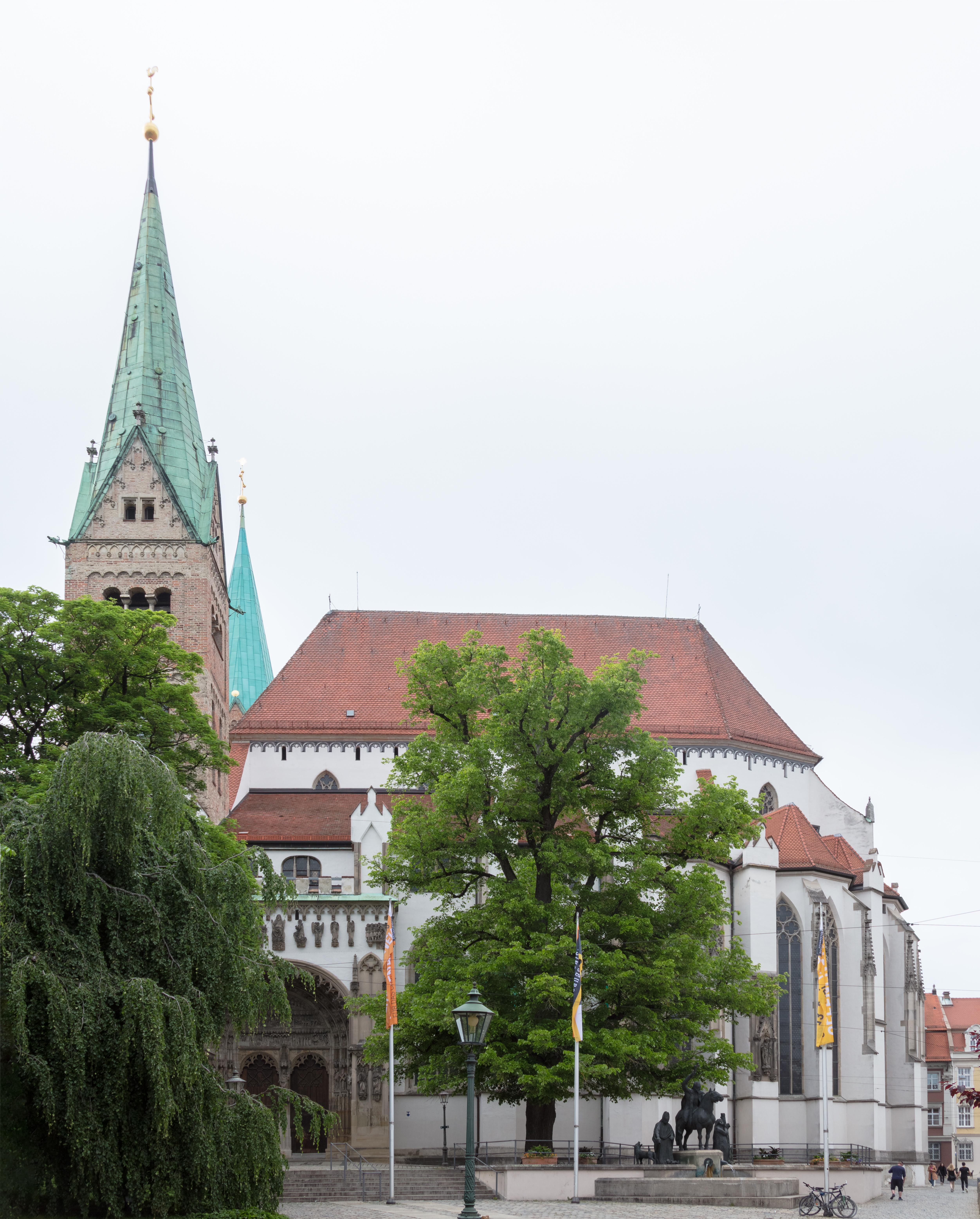
Catedral de Augsburgo (exterior).
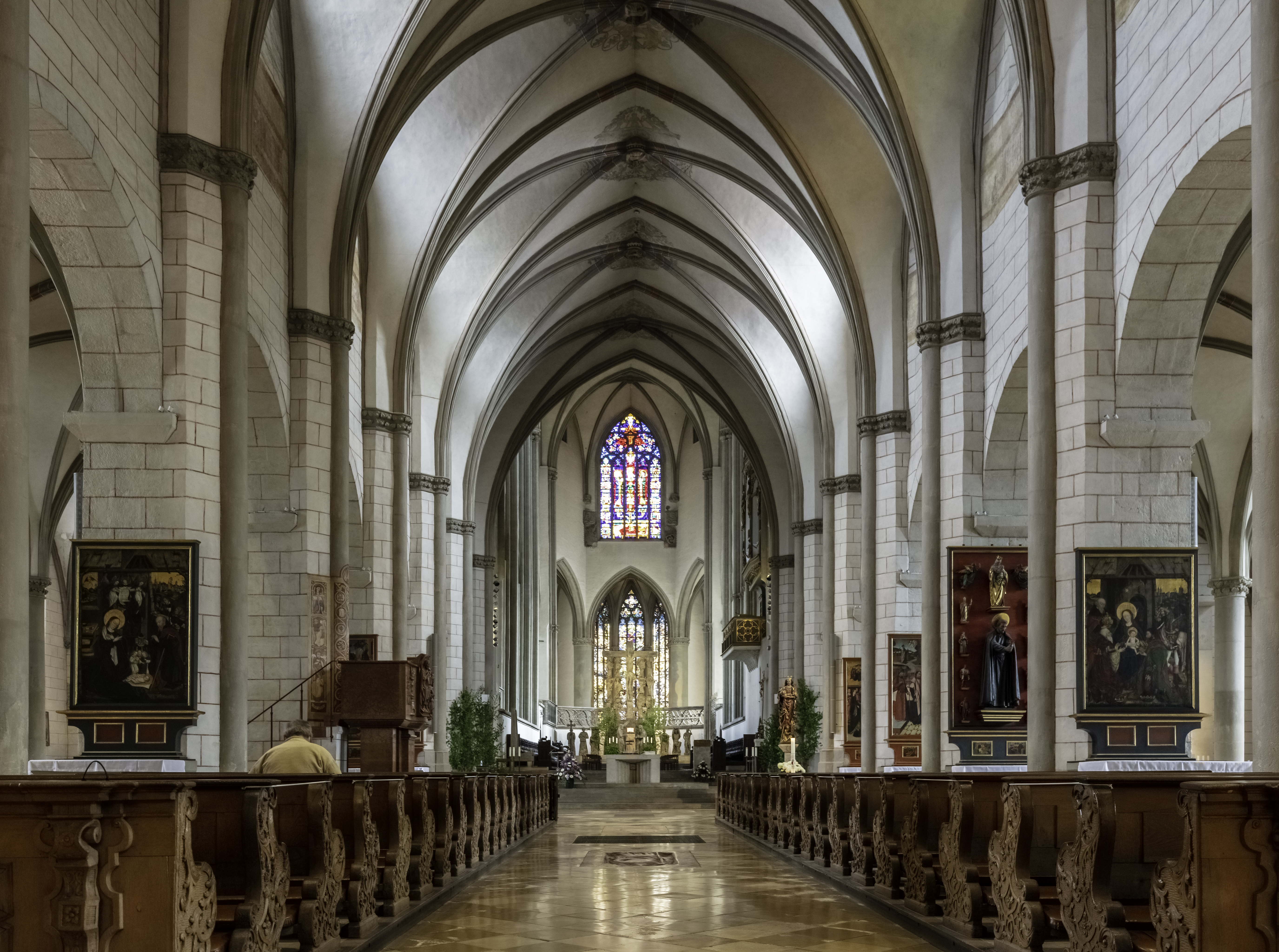
Catedral de Augsburgo (interior).
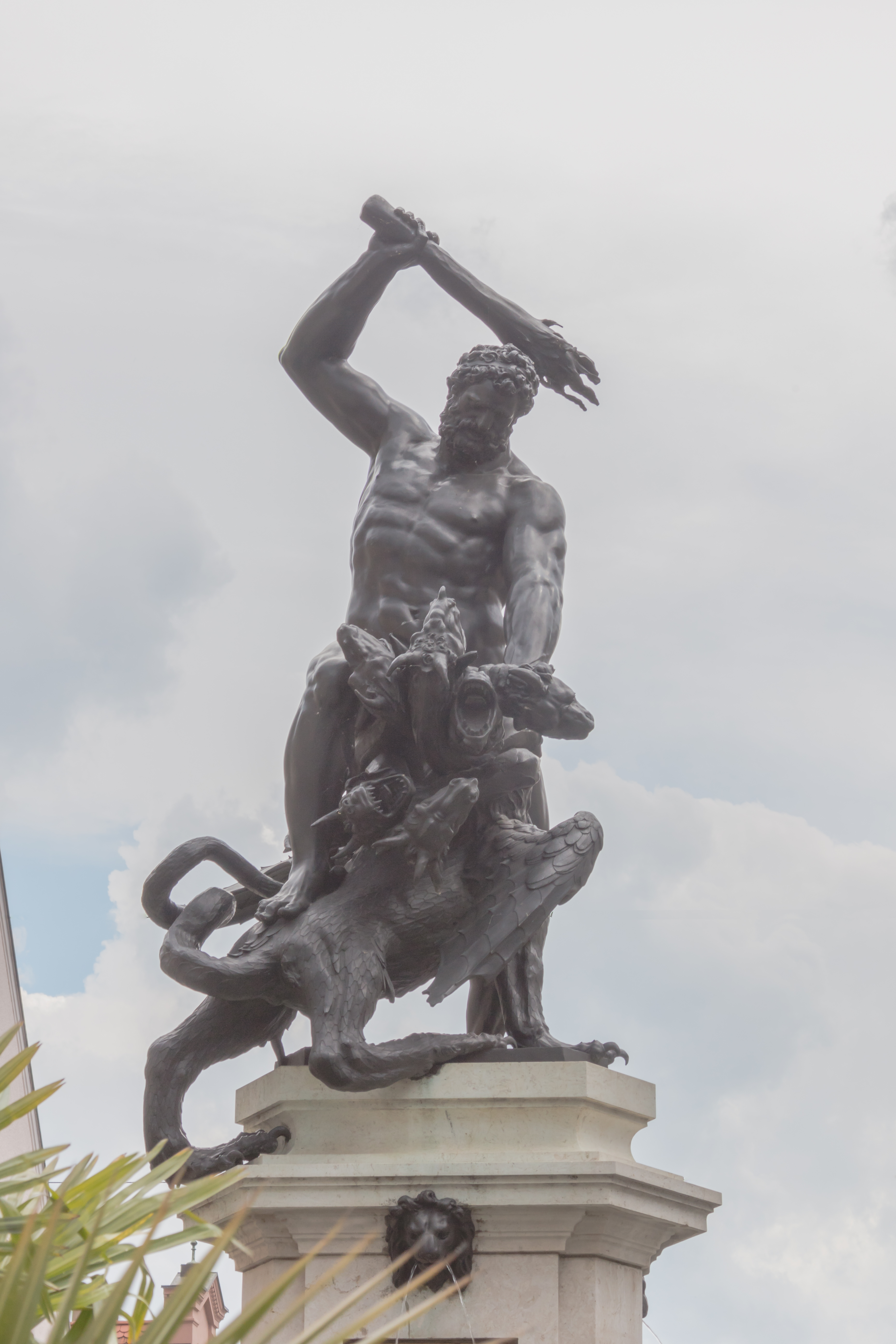
Fuente de Hércules.
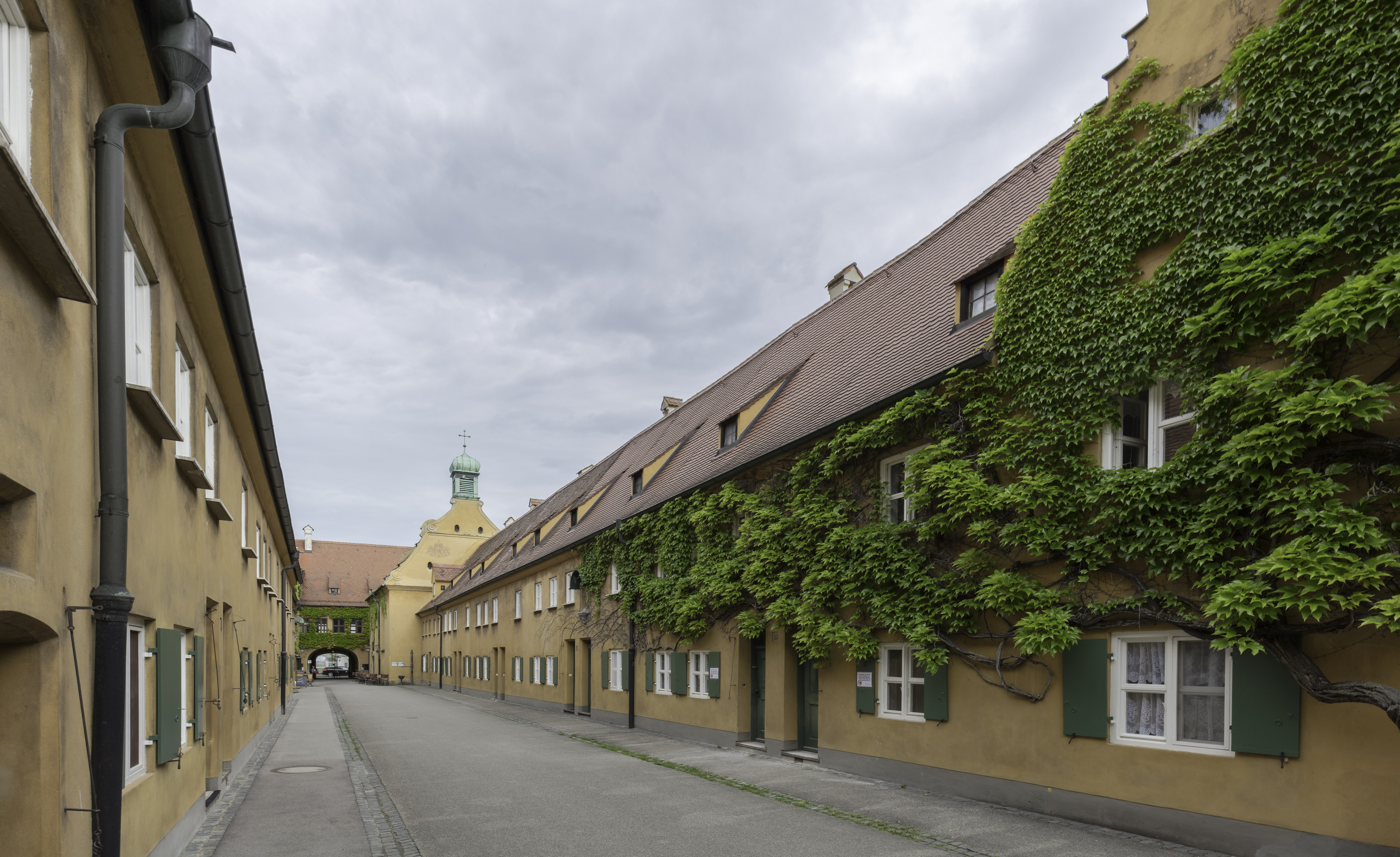
Fuggerei.
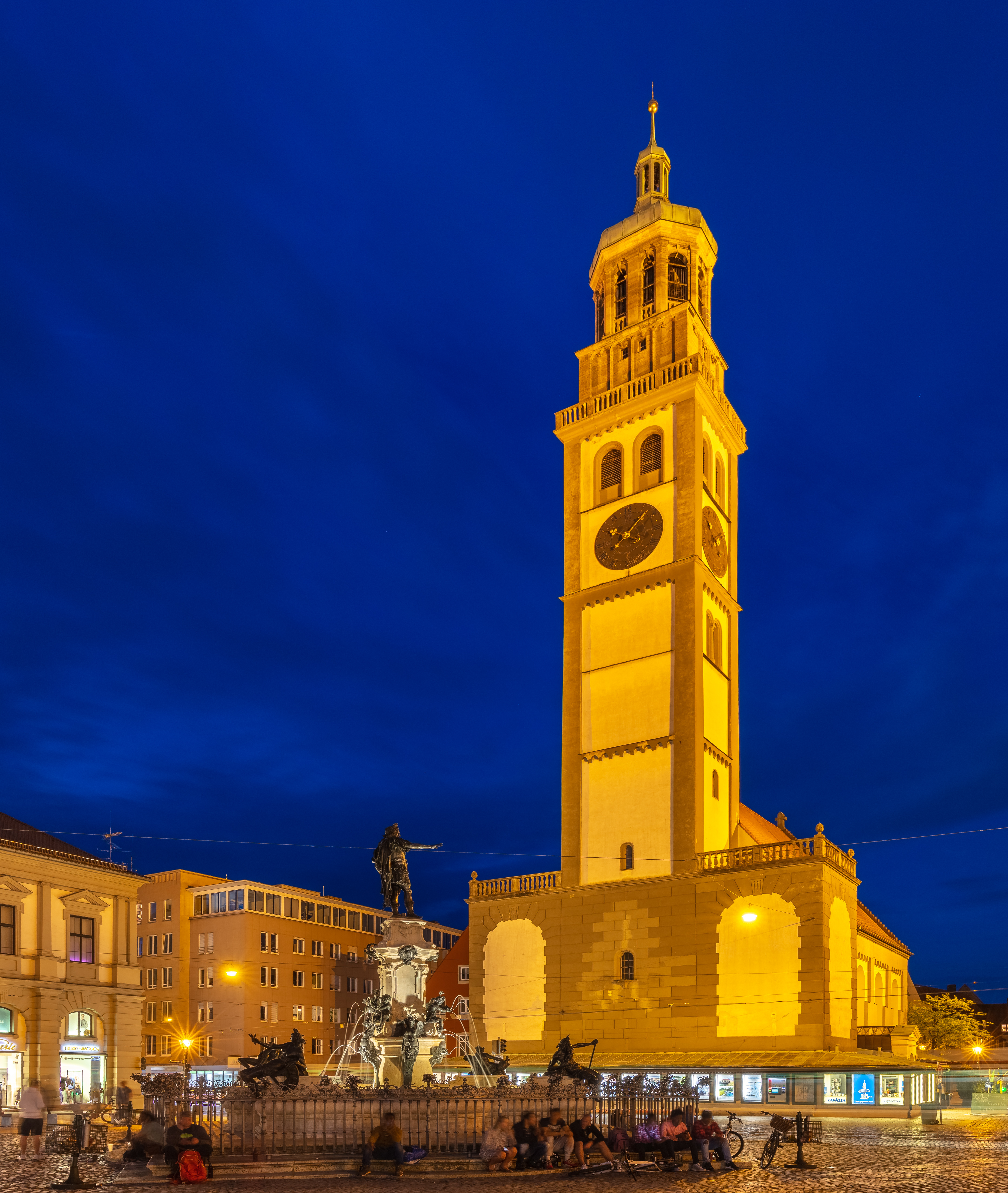
Perlachturm.
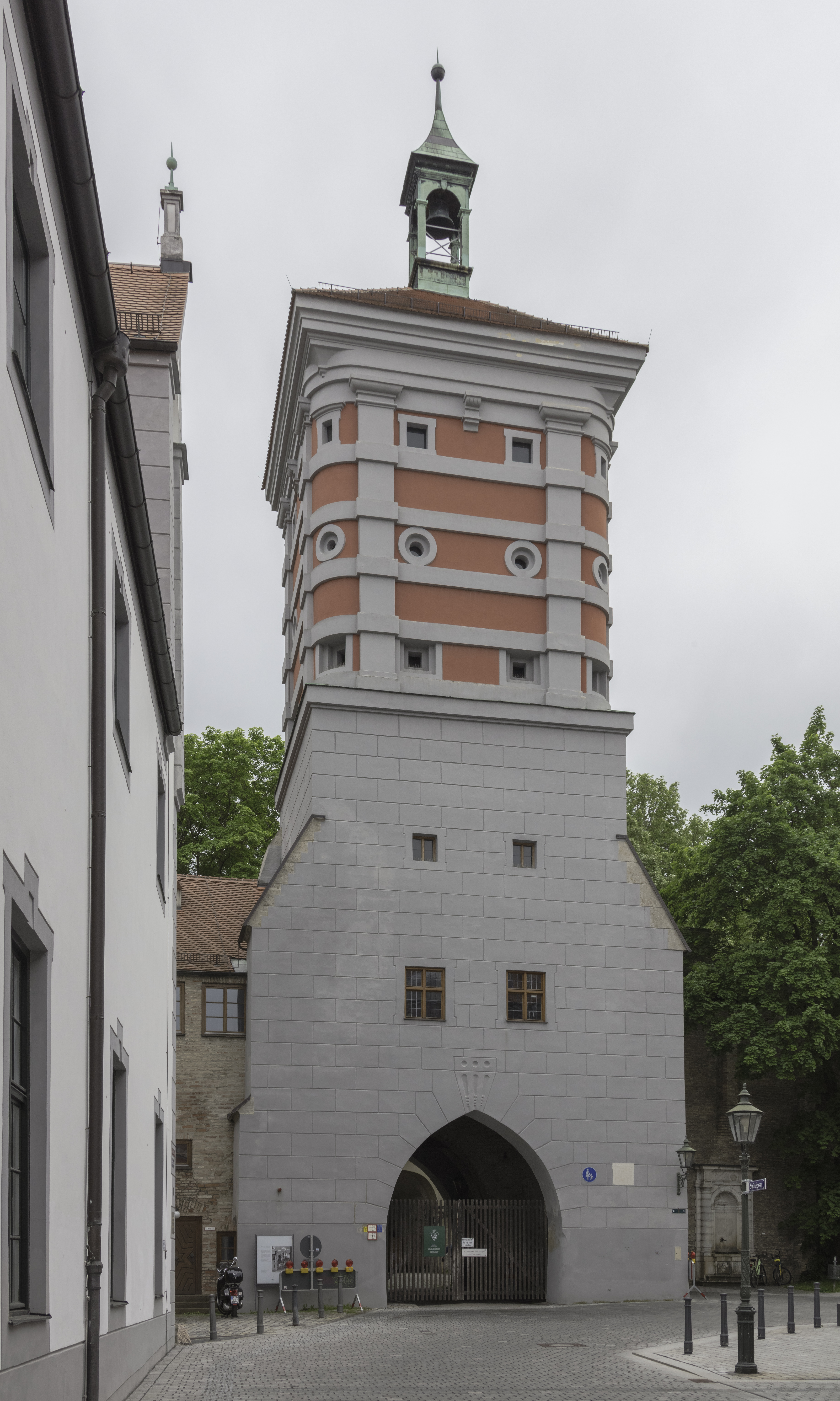
Rotes Tor (Puerta Roja).
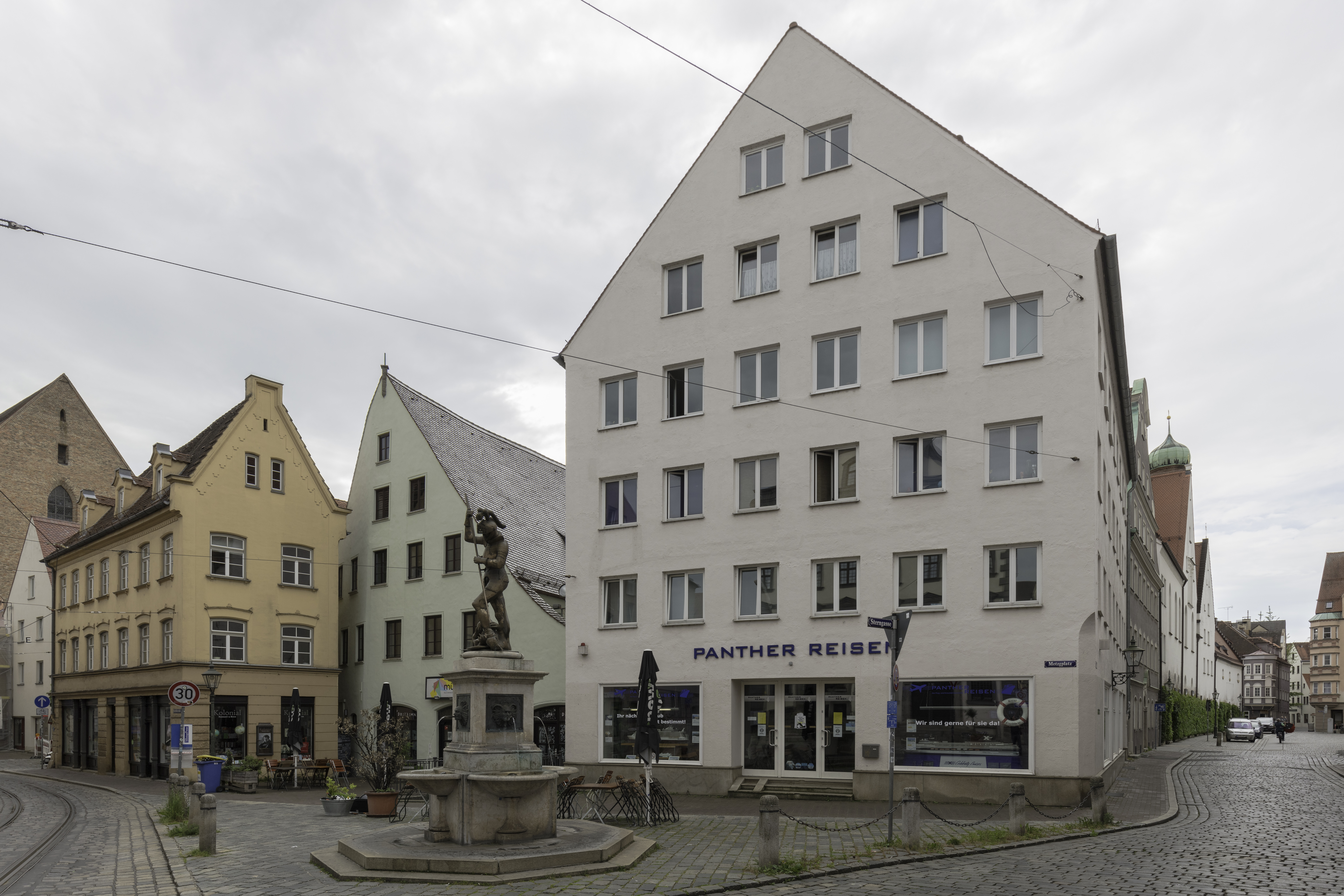
Plaza de Metzg.